# روجر روتشا
روجر روتشا (بالإنجليزية: Roger Rocha)‏ هو مغني وكاتب أغاني أمريكي، ولد في القرن العشرين.